# Ларкин, Алексей Афанасьевич
Алексе́й Афана́сьевич Ла́ркин (17 марта 1912 года, деревня Степаново Рязанской губернии — 2 марта, 1958) — архитектор. Член Союза архитекторов (с 1948 года).

## Проекты[1]
Все объекты в Пскове:
- Дом профсоюзов. Советская улица, № 13
- Портик Дома Советов. улица Некрасова, № 23
- Жилой дом. Октябрьский проспект, № 10, реконструкция (снесён)
- Жилой дом. Октябрьский проспект, № 14/2
- Жилой дом. Октябрьский проспект, № 16/1
- Жилой дом. Октябрьский проспект, № 19
- Жилой дом. Октябрьский проспект, № 29
- Жилой дом. Октябрьский проспект, № 40
- Жилой дом. Рижский проспект, № 14
- Жилой дом. улица Ленина, № 7
- Кинотеатр "Октябрь", площадь Ленина

## Избранные картины
- «Ленин в Пскове»
- «За власть Советов»
- «Горький на Волге»
- «Восставший смерд»
- «Вещий ворон»
- «Изборск»

## Выставки
- 16 марта 2012 года в Псковском музее-заповеднике прошла выставка, посвящённая 100-летию Алексея Ларкина[2].

## Увековеченье памяти
- Мемориальная доска — на доме по адресу Октябрьский пр. 40 (с 1998 года)[2].